# Democracia Popular (Ecuador)
La Democracia Popular (DP) fue un partido político ecuatoriano de derecha, surgido en la década de los 1960, como una facción progresista dentro del Partido Conservador Ecuatoriano. Fue fundado oficialmente en 1977, bajo el nombre de Partido Demócrata Cristiano (PDC). Inicialmente fue impedido de participar electoralmente por la dictadura militar, por lo que fue recién legalizado en 1979, cuando cambió su nombre a Democracia Popular. Para 2006, el partido se reestructuró, tomando el nombre de Unión Demócrata Cristiana (UDC), denominación que conservó hasta su extinción en 2013.
Inicialmente, se ubicaba en a la centroderecha del espectro político, pero tras llegar al poder en 1981, con el gobierno de Osvaldo Hurtado, el partido tomó una postura de derecha neoliberal, siendo con el Partido Social Cristiano, los mayores representantes de la derecha ecuatoriana durante la década de los 80 y 90. Volvió al poder entre 1998 y el 2000, por la elección de Jamil Mahuad en las elecciones de 1998; no obstante, tras la crisis económica de 1999, Mahuad fue derrocado en enero del 2000, lo que marcó la decadencia del partido.

## Historia

### Orígenes
A mediados de los 60, el Partido Conservador Ecuatoriano se encontraba dividido en varias facciones, una de ellas, era el ala progresista, liderada por una generación de jóvenes políticos, liderados por Julio César Trujillo. Es así que surge, en 1964, una agrupación denominada Democracia Cristiana, y posteriormente, se independizaron del PCE, bajo el nombre de Partido Demócrata Cristiano (PDC), sumándose a sus filas nuevos políticos, como Osvaldo Hurtado. El naciente partido buscaba, al igual que sus contemporáneos, un retorno a la democracia, ya que en el poder se hallaba una dictadura militar. Inicialmente, la ideología del partido estaba influenciado por la doctrina social de la Iglesia y la teología de la liberación, que cuestionaba el papel del conservadurismo en la política de mediados del siglo XX y buscaba un acercamiento con sectores sociales.
De cara a las elecciones de 1978, las primeras después de casi 7 años de dictadura, la agrupación quiso participar, con Trujillo como precandidato a la presidencia, pero la dictadura impidió su inscripción como partido político. Es entonces, cuando el partido decidió endosar la participación del partido populista Concentración de Fuerzas Populares, el mismo que lanzó la candidatura de Jaime Roldós a la presidencia. Roldós participó con Hurtado como su candidato a vicepresidente y, tras el balotaje, el binomio fue electo con el 68,49% de los votos. Para aquel entonces, la agrupación consiguió su inscripción formal, cambiando de nombre a Democracia Popular-Unión Demócrata Cristiana (DP-UDC). 

### Gobierno de Hurtado y consolidación
Tras la muerte del presidente Roldós, el 24 de mayo de 1981, Osvaldo Hurtado asumió la presidencia, llevando a la DP-UDC al poder. Durante su gobierno convirtió las deudas de dólares de algunos agentes económicos privados contratadas fuera del país, a deudas en sucres con el Banco Central del Ecuador, por lo que el Banco asumió el compromiso de pago en dólares frente a los acreedores internacionales, de esta manera las deudas externas privadas pasaron a engrosar la deuda pública externa. Fue un proceso de especialización de deudas privadas más conocida como "sucretización de la deuda ecuatoriana", que generó elevados perjuicios al Estado ecuatoriano, por un monto acumulado de US.$ 4.462 millones. Con la devaluación aumentó el valor nominal de los sucres de la deuda externa del sector privado, lo que causó quiebras y cierres masivos de plantas manufactureras y otros negocios. El sector privado alegó que las devaluaciones fueron causadas por las malas políticas del gobierno. Aunque el Banco Central cobró comisiones para cubrir el riesgo de la tasa de cambio, una proporción grande de este riesgo se transfirió al Estado, que, además, extendió su garantía a la deuda externa privada. 
Con el clientelismo político y las políticas neoliberales del gobierno de Hurtado, la DP-UDC se desplazó a la derecha del espectro político ecuatoriano, siendo con el Partido Social Cristiano, los mayores representantes de la derecha ecuatoriana durante la década de los 80, el PSC siendo popular en la región Costa, mientras la DP-UDC era más popular en la región Sierra. En las elecciones presidenciales de 1984, el partido presentó a Julio César Trujillo como candidato a suceder a Hurtado; no obstante, debido a la baja aceptación del gobierno de Hurtado, apenas obtuvieron el 4,70 % de votos, quedando Trujillo en séptimo lugar de nueve binomios presidenciales.
Siempre mantuvo un bloque minoritario en el Congreso, consiguiendo curules principalmente en las provincias internadinas. En el gobierno de León Febres Cordero se aglutinó con otros partidos en el bloque de oposición, que fue mayoría legislativa en la segunda parte del gobierno social-cristiano. En las elecciones presidenciales de 1988, el candidato presidencial de la DP-UDC fue Jamil Mahuad, obteniendo el quinto lugar, con el 11,57 % de los votos. Con el advenimiento del gobierno de la socialdemocracia de Rodrigo Borja Cevallos, realizaron un pacto con la Izquierda Democrática, mediante el cual, la DP-UDC endosaba al gobierno de Borja en el Congreso, a cambio de varias cuotas políticas en el gobierno de la ID. Para las elecciones presidenciales de 1992, el candidato del partido fue Vladimiro Álvarez, quedando en el octavo lugar, con apenas el 1,89 % de la votación.

### Auge y gobierno de Mahuad
Debido a las diferencias ideológicas de sus integrantes, el partido se hallaba dividido entre una facción de centroderecha que aún buscaba que la DP-UDC representara las ideologías con las que nació; mientras la facción mayoritaria de derecha, apuntalaba al partido hacia el neoliberalismo. Finalmente, en 1993 llevó a cabo un replanteamiento ideológico, frente a la coyuntura política nacional e internacional de ese momento, imponiéndose la facción neoliberal. Es entonces cuando se produce la primera ruptura del partido; Julio César Trujillo y otros personajes de la facción de centro-derecha abandonaron la Democracia Popular. Fue así como en las elecciones presidenciales de 1996, la DP-UDC presentó como candidato al banquero Rodrigo Paz, quien había fungido como Alcalde de Quito entre 1988 y 1992. Paz alcanzó el cuarto puesto, con el 13,48 %, mientras en el Congreso, el partido consiguió 12 escaños.
Al inicio del gobierno de Abdalá Bucaram, formaron parte de la bancada oficialista; no obstante, poco después cambiarían de bando, pactando con el Partido Social Cristiano la caída del gobierno. Tras el derrocamiento de Bucaram, el presidente del Congreso, Fabián Alarcón, asumió la presidencia, y entre el Frente Radical Alfarista, el PSC y la DP-UDC, se repartieron el poder, siendo designada Alexandra Vela, representante de la Democracia Popular, como vicepresidenta del parlamento.

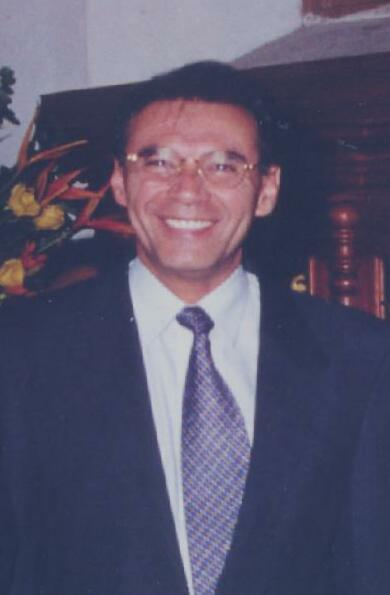
Jamil Mahuad, presidente entre 1998 y 2000, responsable del "salvataje bancario", que detonó en la crisis económica en Ecuador de 1998-1999.

Volverían a gobernar tras la elección de Jamil Mahuad, en los comicios presidenciales de 1998. La candidatura de Mahuad fue endosada por el FRA y el PSC, manteniéndose el pacto del gobierno de Alarcón. Mahuad estableció políticas de “salvataje bancario” que permitieron la entrega de créditos a la banca privada, a través de instituciones públicas. Durante la inflación galopante de 1998 (52,6% de promedio de devaluación anual), el Banco Central del Ecuador emitió moneda nacional (sucre ecuatoriano) de forma excesiva depreciando el valor de la moneda diariamente, para cubrir tanto el déficit fiscal del Estado para cubrir los gastos corrientes, como para inyectar fondos de rescates para los bancos, algunos de ellos pasando a manos del Estado ecuatoriano por medio de la AGD (Agencia de Garantías de Depósitos). La devaluación del sucre fue tan alta que en 1999 (56% de promedio de devaluación anual) varios bancos empiezan a quedarse sin reservas de dinero para responder a los cuentahorristas quienes retiraban sus ahorros para cambiar los sucres por monedas extranjeras (en particular por dólares). 
El 8 de marzo de 1999, se declaró un "feriado bancario" de 24 horas con la finalidad de evitar la hiperinflación, la medida finalmente duró un año. Todas las operaciones financieras estaban suspendidas. Mientras tanto, el presidente Mahuad decretó un "congelamiento de depósitos" por un año, de las cuentas de más de 2 millones de sucres. La crisis financiera produjo aproximadamente un 70% del cierre de las instituciones financieras del país. En 1999 la actividad económica fue -7 o -8% y el sucre perdía su valor por 195%. Las pérdidas económicas ascendieron a 8.000 millones de dólares. El ingreso per cápita del dólar estadounidense había caído por 32% durante aquel año. El desempleo aumentó de 9% al 17% y el subempleo aumentó de 49% al 55%. Como resultado de la crisis económica durante este gobierno, más de dos millones de ecuatorianos tuvieron que migrar hacia otros países, como resultado innumerables familias se vieron separadas.

### Caída de Mahuad y debacle
En un intento para controlar la economía, Mahuad adoptó la dolarización el 9 de enero de 2000, en la cual el país renunciaba a su política económica, y adoptaba el dólar estadounidense como moneda oficial para todo tipo de transacciones. No obstante, los problemas económicos, financieros y políticos irresolutos sirvieron de escenario a masivas protestas en Quito de grupos contrarios a la dolarización y al gobierno de Mahuad, que finalizaron con el derrocamiento del gobierno. Asumió el poder el vicepresidente Gustavo Noboa y como segundo mandatario, el congreso designó a Pedro Pinto Rubianes, de la Democracia Popular, por lo que, a pesar de la caída de Mahuad, el partido retuvo el poder hasta el 2003.
Debido a la paupérrima imagen del partido tras el derrocamiento de Jamil Mahuad, no se presentaron a las elecciones presidenciales de 2002, mientras en las simultáneas elecciones legislativas, obtuvieron apenas 4 curules. A partir de entonces, el partido perdió completamente su popularidad, consiguiendo resultados discretos en las siguientes participaciones electorales, inclusive, nunca volvieron a presentar un candidato presidencial. Internamente, la DP-UDC se hallaba resquebrajada y a consecuencia de ello, varias figuras como Osvaldo Hurtado, salieron de sus filas.
Carentes de liderazgo, en un intento por renovar su imagen, la agrupación inicia un proceso de diálogo tendiente a la reunificación de los sectores demócrata cristianos a principios de 2005. Para el año siguiente, relanzaron el partido, bajo el nombre de Unión Demócrata Cristiana (UDC), denominación con la que se presentaron en las elecciones legislativas de 2006. Alcanzaron solamente cinco escaños, mientras en las elecciones a la Asamblea Constituyente de 2007 no consiguieron ni una sola curul. Repitieron el fracaso en las elecciones legislativas de 2009, sin obtener ningún escaño, por lo que finalmente, el partido fue eliminado del padrón electoral por el Consejo Nacional Electoral en julio de 2013.

## Presidentes del Partido
| Presidente                                   | Presidente                     | Periodo                                  | Convenciones Presididas       | Convenciones Presididas       | Convenciones Presididas                         |
| Presidente                                   | Presidente                     | Periodo                                  | #                             | Fechas                        | Lugar                                           |
| Partido Demócrata Cristiano                  | Partido Demócrata Cristiano    | Partido Demócrata Cristiano              | Partido Demócrata Cristiano   | Partido Demócrata Cristiano   | Partido Demócrata Cristiano                     |
| -------------------------------------------- | ------------------------------ | ---------------------------------------- | ----------------------------- | ----------------------------- | ----------------------------------------------- |
| Juan Illingworth Vernaza                     | Juan Illingworth Vernaza       | 1964-1965                                | Desconocidas                  | Desconocidas                  | Desconocidas                                    |
| Alberto Moreno Cornejo                       | Alberto Moreno Cornejo         | 1965-1966                                | Desconocidas                  | Desconocidas                  | Desconocidas                                    |
|                                              | Osvaldo Hurtado Larrea         | 1966-1967                                | Desconocidas                  | Desconocidas                  | Desconocidas                                    |
| Gil Barragán Romero                          | Gil Barragán Romero            | 1967-1968                                | Desconocidas                  | Desconocidas                  | Desconocidas                                    |
| Fausto Molina Molina                         | Fausto Molina Molina           | 1968-1969                                | Desconocidas                  | Desconocidas                  | Desconocidas                                    |
| Antonio Mortensen Cordovez                   | Antonio Mortensen Cordovez     | 1969-1971                                | Desconocidas                  | Desconocidas                  | Desconocidas                                    |
|                                              | Osvaldo Hurtado Larrea         | 1971-1979                                | Desconocidas                  | Desconocidas                  | Desconocidas                                    |
| Democracia Popular-Unión Demócrata Cristiana |                                |                                          |                               |                               |                                                 |
|                                              | Julio César Trujillo Vásquez   | 7 de abril de 1978 - 27 de mayo de 1983  | I                             | 7, 8 y 9 de abril de 1978     | Quito                                           |
| II                                           | Julio César Trujillo Vásquez   | 7 de abril de 1978 - 27 de mayo de 1983  | 8, 9 y 10 de mayo de 1981     | Quito                         |                                                 |
| III                                          | Julio César Trujillo Vásquez   | 7 de abril de 1978 - 27 de mayo de 1983  | 27, 28 y 29 de mayo de 1983   | Quito                         |                                                 |
| III                                          |                                | Wilfrido Lucero Bolaños                  | 27, 28 y 29 de mayo de 1983   | Quito                         | 27 de mayo de 1983 - 25 de abril de 1987        |
| IV                                           | 29, 30 y 31 de mayo de 1983    | Wilfrido Lucero Bolaños                  |                               |                               | 27 de mayo de 1983 - 25 de abril de 1987        |
| V                                            | abril de 1987                  | Wilfrido Lucero Bolaños                  | Manta                         |                               | 27 de mayo de 1983 - 25 de abril de 1987        |
| V                                            | abril de 1987                  |                                          | Manta                         | Jamil Mahuad Witt             | 25 de abril de 1987 - 30 de mayo de 1988        |
|                                              | René Vargas Pazzos             | 30 de mayo de 1988 - 26 de mayo de 1989. | Designado Fuera de Convención | Designado Fuera de Convención | Designado Fuera de Convención                   |
| VI                                           | René Vargas Pazzos             | 30 de mayo de 1988 - 26 de mayo de 1989. | 26 y 27 de mayo de 1989       | Cuenca                        |                                                 |
| VI                                           | Vladimiro Álvarez Grau         | Vladimiro Álvarez Grau                   | 26 y 27 de mayo de 1989       | Cuenca                        | 26 de mayo de 1989 - 19 de abril de 1991        |
| -                                            | Vladimiro Álvarez Grau         | Vladimiro Álvarez Grau                   | 3 de febrero de 1990          | Manta                         | 26 de mayo de 1989 - 19 de abril de 1991        |
| VII                                          | Vladimiro Álvarez Grau         | Vladimiro Álvarez Grau                   | 19, 20 y 21 de abril de 1991  | Ambato                        | 26 de mayo de 1989 - 19 de abril de 1991        |
| VII                                          |                                | Jamil Mahuad Witt                        | 19, 20 y 21 de abril de 1991  | Ambato                        | 19 de abril de 1991 - 16 de enero de 1993       |
| -                                            | 16 y 17 de enero de 1993       | Jamil Mahuad Witt                        | Esmeraldas                    |                               | 19 de abril de 1991 - 16 de enero de 1993       |
| -                                            | 16 y 17 de enero de 1993       |                                          | Esmeraldas                    | Osvaldo Hurtado Larrea        | 16 de enero de 1993 - 28 de octubre de 1994     |
| -                                            | 2, 3 y 4 de julio de 1993      | Quito                                    |                               | Osvaldo Hurtado Larrea        | 16 de enero de 1993 - 28 de octubre de 1994     |
| VIII                                         | 28, 29 y 30 de octubre de 1994 | Quito                                    |                               | Osvaldo Hurtado Larrea        | 16 de enero de 1993 - 28 de octubre de 1994     |
| VIII                                         | 28, 29 y 30 de octubre de 1994 | Quito                                    | Absalón Rocha Romero          | Absalón Rocha Romero          | 28 de octubre de 1994 - 22 de noviembre de 1996 |
| IX                                           | 22 y 23 de noviembre de 1996   | Riobamba                                 | Absalón Rocha Romero          | Absalón Rocha Romero          | 28 de octubre de 1994 - 22 de noviembre de 1996 |
| IX                                           | 22 y 23 de noviembre de 1996   | Riobamba                                 |                               | Ramiro Rivera Molina          | 22 de noviembre de 1996 - 2001                  |
| X                                            | 24 y 25 de septiembre de 1999  | Ibarra                                   |                               | Ramiro Rivera Molina          | 22 de noviembre de 1996 - 2001                  |
|                                              | Juan Manuel Fuertes Rivera     | 2001-2006                                | Desconocidas                  | Desconocidas                  | Desconocidas                                    |
| Unión Demócrata Cristiana                    |                                |                                          |                               |                               |                                                 |
| Carlos Larreátegui Nardi                     | Carlos Larreátegui Nardi       | 2006 - 2007                              | Desconocidas                  | Desconocidas                  | Desconocidas                                    |
|                                              | Diego Ordóñez Guerrero         | 2007 - 2010                              | Desconocidas                  | Desconocidas                  | Desconocidas                                    |
| Sandra Alarcón Barreiro                      | Sandra Alarcón Barreiro        | 2010 - 2013                              | Desconocidas                  | Desconocidas                  | Desconocidas                                    |

Fuentes:

## Resultados

### Elecciones Presidenciales
| Año  | Candidatos            | Candidatos             | 1.ª Vuelta            | 1.ª Vuelta            | 2.ª Vuelta            | 2.ª Vuelta            | Resultado             | Observaciones         |
| Año  | Presidente            | Vicepresidente         | Votos                 | %                     | Votos                 | %                     | Resultado             | Observaciones         |
| ---- | --------------------- | ---------------------- | --------------------- | --------------------- | --------------------- | --------------------- | --------------------- | --------------------- |
| 1979 | Jaime Roldós          | Osvaldo Hurtado        | 381.215               | 27.70%                | 1.025.148             | 68.49%                | Electo                | En alianza con CFP    |
| 1984 | Julio César Trujillo  | Miguel Ángel Villacrés | 103,790               | 4.70 %                |                       |                       | séptimo Lugar         |                       |
| 1988 | Jamil Mahuad          | Juan José Pons         | 351,787               | 11.57 %               |                       |                       | 5.º Lugar             |                       |
| 1992 | Vladimiro Álvarez     | Reinaldo Yanchapaxi    | 64,611                | 1.89 %                |                       |                       | octavo Lugar          |                       |
| 1996 | Rodrigo Paz           | Ramiro Larrea          | 513,464               | 13.48 %               |                       |                       | 4.º lugar             |                       |
| 1998 | Jamil Mahuad          | Gustavo Noboa          | 1,342,114             | 34.92 %               | 2,242,536             | 51.17 %               | Electo                |                       |
| 2002 | No presentó candidato | No presentó candidato  | No presentó candidato | No presentó candidato | No presentó candidato | No presentó candidato | No presentó candidato | No presentó candidato |
| 2006 | No presentó candidato | No presentó candidato  | No presentó candidato | No presentó candidato | No presentó candidato | No presentó candidato | No presentó candidato | No presentó candidato |
| 2009 | No presentó candidato | No presentó candidato  | No presentó candidato | No presentó candidato | No presentó candidato | No presentó candidato | No presentó candidato | No presentó candidato |

#### Congreso de 1979 - 2006
|  | 7.04 % |

|  | 7.04 % |

|  | 9.85 % |

|  | 9.72 % |

|  | 7.79 % |

|  | 7.79 % |

|  | 14.63 % |

|  | 15.71 % |

|  | 29.75 % |

|  | 4.00 % |

|  | 5.00 % |

#### Asamblea Nacional 2007 - Actualidad
|  | 00.00 % |

|  | 00.00 % |

### Elecciones Seccionales
|  | 5.26 % |

|  | 12.00 % |

|  | 5.26 % |

|  | 8.00 % |

|  | 10.00 % |

|  | 7.45 % |

|  | 14.28 % |

|  | 11.11 % |

|  | 13.43 % |

|  | 16.84 % |

|  | 13.63 % |

|  | 6.84 % |

|  | 00.00 % |

|  | 00.45 % |